# 沈丽荣
沈丽荣（1953年—），山东荣成人，汉族，中华人民共和国政治人物、第十一届全国人民代表大会辽宁地区代表。
毕业于辽宁师范学院政治历史专业，担任大连市归国华侨联合会主席。2008年起担任全国人大代表。